# Cueva del Salnitre
Las cuevas del Salnitre, también llamadas cuevas de Collbató o cuevas de Montserrat, se encuentran en el municipio de Collbató, provincia de Barcelona (España). Son unas cuevas perteneciente al macizo de Montserrat, de sistema cárstico, en conglomerado, principalmente calcáreos; ricas en minerales fosfatados, antiguamente hubo explotaciones de salitre. En su interior alberga el conjunto de salas más grandes de Cataluña. Sus formas orgánicas y ondulantes inspiraron a Gaudí para obras como la Sagrada Familia. 
En julio se celebra en su interior el «Festival Gong» que ofrece conciertos de música de nuevas sonoridades y en el que las cuevas resultan el espacio idóneo. 

## Descripción
La longitud visitable es de 549 metros con un desnivel de 20 metros y una temperatura interior de 14 °C. La parte superior de la cueva no está adaptada para la visita turística, es la única zona que no es posible recorrer, el resto está iluminada a medida que el grupo de visitantes va avanzando por su interior.

### Salas
Sala de la Catedral
Con unos 60 metros de largo y hasta 35 metros de altura es la sala mayor de la cueva. Su nombre se debe a que antiguamente se había dicho que en su interior cabría la Catedral de Barcelona. En verano se realizan conciertos de música. Grandes bloques de piedra desprendidos conforman el suelo.
Pou del Diable (Pozo del Diablo)
De 16 metros de profundidad y muy estrecho, es el único camino disponible para adentrarse en el interior de la cueva. Actualmente 66 escalones facilitan el descenso e inician el recorrido por el resto de salas y pasadizos naturales.
Interior
Una vez pasada la «cueva de los murciélagos» se alcanza una de las cavidades más bellas, la que popularmente se conoce como la «cueva del cambril». Al lado de ésta se encuentra la «cueva del elefante» y a través de «la boca del infierno» se pasa por un conjunto conocido como «los huevos fritos» (nombre popularmente dado por su semejanza) hasta llegar a una galería. A continuación se cruza por la «sala de la virgen», la «sala de los elefantes» y la «sala de las barricadas», hasta llegar al «pabellón de la virgen», a unos 20 metros de profundidad respecto al nivel de la entrada de la cueva.